# Juan Aldama (Messico)
Juan Aldama è una municipalità dello stato di Zacatecas, nel Messico centrale, il cui capoluogo è la località omonima.
Conta 20.543 abitanti (2010) e ha una estensione di 625,61 km².
La località è dedicata a Juan Aldama, eroe messicano.